# Live 1967
Live 1967 är ett livealbum med The Monkees utgivet 1987. Albumet är dock inspelat under deras första turné i augusti 1967.
Gruppmedlemmarna spelar sina egna instrument. På spår 10-13 har de dock hjälp från fler musiker.

## Låtlista
1. Last Train To Clarksville (Tommy Boyce/Bobby Hart)
2. You Just May Be The One (Michael Nesmith)
3. The Girl I Knew Somewhere (Michael Nesmith)
4. I Wanna Be Free (Tommy Boyce/Bobby Hart)
5. Sunny Girlfriend (Michael Nesmith)
6. Your Auntie Grizelda (Diane Hildebrand/Jack Keller)
7. Forget That Girl (Douglas Farthing-Hatlelid)
8. Sweet Young Thing (Michael Nesmith/Gerry Goffin/Carole King)
9. Mary, Mary (Michael Nesmith)
10. Cripple Creek (traditional)
11. You Can't Judge A Book By Looking At The Cover (Willie Dixon)
12. Gonna Build A Mountain (Leslie Bricusse/Anthony Newley)
13. I Got A Woman (Ray Charles)
14. I'm A Believer (Neil Diamond)
15. Randy Scouse Git (Micky Dolenz)
16. (I'm Not Your) Steppin' Stone (Tommy Boyce/Bobby Hart)

Fotnot: Observera att spår 10-13 är bonusspår på cd-utgåvan. Dessa saknas följaktligen på LP-utgåvan.